# Lomariopsis boivinii
Lomariopsis boivinii là một loài dương xỉ trong họ Lomariopsidaceae. Loài này được Holttum mô tả khoa học đầu tiên năm 1939.
Danh pháp khoa học của loài này chưa được làm sáng tỏ. 